# Herbert Ohning
Herbert Ohning (* 2. Juli 1906 in Deutsch-Wilmersdorf; † 8. September 1959 in Berlin) war ein deutscher Politiker (SPD).
Ohning war Sohn eines Landrats. Nach dem Gymnasium machte er zunächst eine kaufmännische Lehre im Eisengroßhandel und studierte anschließend an der Berliner Universität Rechts- und Staatswissenschaften. 1930 wurde er Mitglied der SPD. In der Weimarer Republik arbeitete Ohning bei Berufsverbänden, bis er bei der „Machtergreifung“ 1933 aus politischen Gründen entlassen wurde.
Nach dem Zweiten Weltkrieg war Ohning selbständiger Kaufmann und Verbandsgeschäftsführer. Bei der Berliner Wahl 1948 wurde er in die Bezirksverordnetenversammlung im Bezirk Schöneberg gewählt. Bereits im folgenden Jahr rückte er in die Berliner Stadtverordnetenversammlung nach, da Konrad Dickhardt Bezirksstadtrat wurde. Von 1951 bis 1954 war er ehrenamtliches Mitglied des Oberverwaltungsgerichts Berlin. 1954 rückte er erneut in das Abgeordnetenhaus von Berlin nach, da dieses Mal Horst Simanowski Bezirksstadtrat wurde.
Bei der Wahl des Bundespräsidenten 1959 war Ohning Mitglied der 3. Bundesversammlung. Zwei Monate später starb er völlig überraschend, seine Nachfolgerin im Abgeordnetenhaus wurde Dora Lösche.